# Ransdaal
Ransdaal, en limbourgeois Ranzel, est un village situé dans la commune néerlandaise de Voerendaal, dans la province du Limbourg. Le 1er janvier 2009, le village comptait 1 009 habitants.